# Xã Lowery, Quận Stutsman, Bắc Dakota
Xã Lowery (tiếng Anh: Lowery Township) là một xã thuộc quận Stutsman, tiểu bang Bắc Dakota, Hoa Kỳ. Năm 2010, dân số của xã này là 33 người.